# Herminia Violeta Lelong
Dra. Herminia Violeta Lelong (20 de enero de 1911, Buenos Aires-1 de febrero de 2010, ibíd.) fue una botánica, paleobotánica y exploradora argentina,casada con el destacado cactólogo Alberto Castellanos.
Originalmente fue profesora de matemática,y ejerció en Buenos Aires, ya casada, en la década de 1940.Tras el golpe de Estado de 1955, sufrió la persecución política, como su compañero, y fue cesada de su empleo como profesora de matemática, siendo degradada a profesora de historia;se vieron obligados a exiliarse, y comenzaron a trabajar en Río de Janeiro. En 1966 cuando su esposo se retiró, ambos siguieron viajando y recogiendo, ayudando a organizar y construir el Herbarium Bradeanum.

## Algunas publicaciones

### Libros
- alberto Castellanos, herminia v. Lelong. 1943. Genera et species plantarum argentinarum, vol. 1. Ed. Kraft, 328 pp.

- -------------------, ---------------. 1938. Los géneros de las cactáceas argentinas. Anales del Museo Argentino de Ciencias Naturales "Bernardino Rivadavia": Botánica 39: 383-420

- herminia v. Lelong, alberto Castellanos, p. campos Porto. 1938. Catalogo de las especies de Hariota y Rhipsalis brasileñas

## Honores

### Eponimia
Especies (más de 5)
- (Cactaceae) Hatiora herminiae (Porto & A.Cast.) Backeb. ex Barthlott[9]

- La abreviatura «H.V.Lelong» se emplea para indicar a Herminia Violeta Lelong como autoridad en la descripción y clasificación científica de los vegetales.[10]